# Riccardo Stabellini
Riccardo Stabellini (Bologna, 15 settembre 1994) è un pallamanista italiano, terzino sinistro del Romagna.

## Caratteristiche tecniche
Terzino sinistro forte fisicamente, oltre ad un uno contro uno molto potente, è un tiratore dalla distanza. 

## Carriera

### Club

#### Bologna United e il prestito a Ferrara
Inizia la carriera nelle giovanili del Bologna United Handball, squadra della sua città, con la quale esordisce in Serie A a diciassette anni.
La stagione 2013-2014 la passa in prestito all'Estense Ferrara dove accumula minutaggio con ottimi risultati, venendo eletto anche miglior giocatore Under 20 del 2013.
L'anno successivo, rientra in Emilia.

#### Pressano e Conversano
Tuttavia la sua permanenza a Bologna è breve: il 21 giugno 2015 viene ufficializzato il suo passaggio alla squadra trentina del Pressano, dove firma un contratto di due anni.
A Pressano esordisce nelle Coppe Europee, dove nella EHF Challenge Cup 2015-2016 segna 16 reti in due partite contro i greci del Poseidon Loutraki.
Dopo due ottime stagioni al Pressano, il 24 luglio 2017 Stabellini firma per il prestigioso Conversano. Con i pugliesi Stabellini arriverà in finale playoff per lo scudetto al primo tentativo, venendo però sconfitto.

#### Raimond Sassari
Ad inizio giugno 2019 conferma le voci che lo volevano lontano da Conversano: viene infatti ingaggiato dalla neopromossa ed ambiziosa Handball Sassari. 
A febbraio 2020 viene votato miglior giocatore italiano del 2019 in Serie A con il 45,8% dei voti, anticipando l'ex compagno di squadra a Conversano Ardian Iballi (41,3%) e Dean Turković (12,9%). 
Al termine del primo anno in Sardegna, causa dello stop forzato dei campionati per via della Pandemia di COVID-19 del 2020 in Italia, termina la stagione regolare con 92 reti in 19 presenze in campionato, concludendo al tredicesimo posto nella classifica marcatori.

#### Villa de Aranda e Junior Fasano
Dopo due anni a Sassari Stabellini non rinnova e prova l'esperienza all'estero: ad ingaggiarlo è il Villa de Aranda, club neo retrocesso dalla Liga ASOBAL, che lo annuncia ufficialmente il 17 giugno 2021.
L'esperienza in Spagna non è delle migliori e dopo 18 reti in 10 partite Stabellini lascia il club castigliano e torna in Italia, all'ambiziosa Junior Fasano. Nella mattinata del 4 gennaio 2022 viene ufficializzato il suo arrivo. Nella gara di andata delle semifinali scudetto a Bressanone, rimedia un infortunio al ginocchio che gli fa chiudere anzitempo la stagione.

#### San Lazzaro e Romagna
Dopo aver concluso il suo contratto con la Junior Fasano ed essendo rimasto svincolato, scende di categoria e si accorda con la Pallamano 85 San Lazzaro, riavvicinandosi a casa anche per recuperare dall'infortunio. In due anni partecipa ai playoff promozione, senza però mai risucire a vincerli.
Il 22 giugno 2024 viene annunciato ufficialmente come nuovo rinforzo del Romagna, in seguito alla rinuncia all'iscrizione in Silver del San Lazzaro. Al debutto in maglia arancioblù, nel mettere a segno la sua quinta marcatura personale cade malamente e subisce un infortunio al gomito destro che lo costringe ad uno stop forzato di diversi mesi.

### Nazionale
Stabellini debutta in Nazionale maggiore il 9 novembre 2013 nella gara valevole per il primo turno di qualificazione ai Mondiali 2015 contro la Romania a Pescara, segnando quattro reti.

## Palmarès

### Individuale
- Campionato italiano di pallamano maschile U21: 
Miglior terzino sinistro 2013

- FIGH Awards:
Miglior giovane assoluto 2013
Miglior giocatore italiano di Serie A1 2019

## Statistiche

### Presenze e reti nei club
Statistiche aggiornate al 5 aprile 2025.
| Stagione             | Squadra            | Campionato         | Campionato | Campionato | Coppe nazionali | Coppe nazionali | Coppe nazionali | Coppe continentali | Coppe continentali | Coppe continentali | Altre coppe | Altre coppe | Altre coppe | Totale | Totale |
| Stagione             | Squadra            | Comp               | Pres       | Reti       | Comp            | Pres            | Reti            | Comp               | Pres               | Reti               | Comp        | Pres        | Reti        | Pres   | Reti   |
| -------------------- | ------------------ | ------------------ | ---------- | ---------- | --------------- | --------------- | --------------- | ------------------ | ------------------ | ------------------ | ----------- | ----------- | ----------- | ------ | ------ |
| 2011-2012            | Bologna Utd        | A                  | 21         | 66         | CI              | 3               | 5               | -                  | -                  | -                  | -           | -           | -           | 24     | 71     |
| 2012-2013            | Bologna Utd        | A                  | 14         | 69         | -               | -               | -               | -                  | -                  | -                  | -           | -           | -           | 14     | 69     |
| 2013-2014            | Estense Ferrara    | A                  | 18         | 118        | -               | -               | -               | -                  | -                  | -                  | -           | -           | -           | 18     | 118    |
| 2014-2015            | Bologna Utd        | A                  | 18         | 153        | -               | -               | -               | -                  | -                  | -                  | -           | -           | -           | 18     | 153    |
| Totale Bologna Utd   | Totale Bologna Utd | Totale Bologna Utd | 53         | 288        |                 | 3               | 5               |                    | 0                  | 0                  |             | 0           | 0           | 56     | 293    |
| 2015-2016            | Pressano           | A                  | 24         | 170        | CI              | 3               | 11              | ChC                | 2                  | 16                 | SI          | 1           | 4           | 30     | 201    |
| 2016-2017            | Pressano           | A                  | 22         | 88         | CI              | 1               | 2               | -                  | -                  | -                  | -           | -           | -           | 23     | 90     |
| Totale Pressano      | Totale Pressano    | Totale Pressano    | 46         | 258        |                 | 4               | 13              |                    | 2                  | 16                 |             | 1           | 4           | 53     | 291    |
| 2017-2018            | Conversano         | A                  | 30         | 190        | CI              | 3               | 18              | -                  | -                  | -                  | -           | -           | -           | 33     | 208    |
| 2018-2019            | Conversano         | A                  | 26         | 119        | CI              | 3               | 12              | -                  | -                  | -                  | -           | -           | -           | 29     | 131    |
| Totale Conversano    | Totale Conversano  | Totale Conversano  | 56         | 309        |                 | 6               | 30              |                    | 0                  | 0                  |             | 0           | 0           | 62     | 339    |
| 2019-2020            | Sassari            | A                  | 19         | 92         | CI              | 1               | 7               | -                  | -                  | -                  | -           | -           | -           | 20     | 99     |
| 2020-2021            | Sassari            | A                  | 27         | 127        | CI              | 3               | 9               | EC                 | 2                  | 9                  | -           | -           | -           | 32     | 145    |
| Totale Sassari       | Totale Sassari     | Totale Sassari     | 47         | 219        |                 | 4               | 16              |                    | 2                  | 9                  |             | 0           | 0           | 53     | 244    |
| ago. 2021- dic. 2021 | Villa de Aranda    | DP                 | 10         | 18         | -               | -               | -               | -                  | -                  | -                  | -           | -           | -           | 10     | 18     |
| gen. 2022- giu. 2022 | Junior Fasano      | A                  | 13         | 40         | CI              | 3               | 4               | -                  | -                  | -                  | -           | -           | -           | 16     | 44     |
| 2022-2023            | San Lazzaro        | A2                 | 20         | 84         | -               | -               | -               | -                  | -                  | -                  | -           | -           | -           | 20     | 84     |
| 2023-2024            | San Lazzaro        | A2                 | 26         | 86         | -               | -               | -               | -                  | -                  | -                  | -           | -           | -           | 26     | 86     |
| Totale San Lazzaro   | Totale San Lazzaro | Totale San Lazzaro | 45         | 170        |                 | 0               | 0               |                    | 0                  | 0                  |             | 0           | 0           | 45     | 170    |
| 2024-2025            | Romagna            | A2                 | 12         | 57         | -               | -               | -               | -                  | -                  | -                  | -           | -           | -           | 12     | 57     |
| Totale carriera      | Totale carriera    | Totale carriera    | 300        | 1477       |                 | 18              | 68              |                    | 4                  | 25                 |             | 1           | 4           | 325    | 1574   |

### Cronologia, presenze e reti in nazionale
Aggiornato al 10 marzo 2021
| Data       | Città            | In casa     | Risultato | Ospiti      | Competizione                 | Reti |
| ---------- | ---------------- | ----------- | --------- | ----------- | ---------------------------- | ---- |
| 31-10-2013 | Pescara          | Italia      | 22-23     | Romania     | Qual. Mondiali 2015          |      |
| 03-11-2013 | Nicosia          | Cipro       | 29-36     | Italia      | Qual. Mondiali 2015          | 1    |
| 02-01-2014 | Chieti           | Italia      | 26-34     | Slovacchia  | Qual. Mondiali 2015          | 1    |
| 04-01-2014 | Hlohovec         | Slovacchia  | 28-21     | Italia      | Qual. Mondiali 2015          | 1    |
| 08-01-2014 | Bucarest         | Romania     | 34-29     | Italia      | Qual. Mondiali 2015          | 1    |
| 12-01-2014 | Andria           | Italia      | 34-28     | Cipro       | Qual. Mondiali 2015          | 1    |
| 29-04-2015 | Pristina         | Kosovo      | 22-29     | Italia      | Qual. Euro18                 |      |
| 03-05-2015 | Follonica        | Italia      | 35-26     | Kosovo      | Qual. Euro18                 | 7    |
| 10-06-2015 | Conversano       | Italia      | 22-28     | Romania     | Qual. Euro18                 |      |
| 14-06-2015 | Reșița           | Romania     | 44-25     | Italia      | Qual. Euro18                 |      |
| 04-11-2015 | Lavis            | Italia      | 27-19     | Finlandia   | Qual. Mondiali 2017          | 4    |
| 08-11-2015 | Călărași         | Romania     | 35-22     | Italia      | Qual. Mondiali 2017          | 1    |
| 06-01-2016 | Trieste          | Italia      | 27-40     | Austria     | Qual. Mondiali 2017          |      |
| 09-01-2016 | Maria Enzersdorf | Austria     | 30-19     | Italia      | Qual. Mondiali 2017          |      |
| 13-01-2016 | Vantaa           | Finlandia   | 26-25     | Italia      | Qual. Mondiali 2017          |      |
| 16-01-2016 | Conversano       | Italia      | 28-30     | Romania     | Qual. Mondiali 2017          | 3    |
| 11-01-2017 | Lussemburgo      | Lussemburgo | 24-23     | Italia      | Qual. Euro20                 |      |
| 15-01-2017 | Siracusa         | Italia      | 26-24     | Lussemburgo | Qual. Euro20                 | 1    |
| 23-06-2018 | Tarragona        | Croazia     | 30-26     | Italia      | Giochi del Mediterraneo 2018 |      |
| 25-06-2018 | Tarragona        | Italia      | 32-38     | Algeria     | Giochi del Mediterraneo 2018 |      |
| 13-06-2019 | Busto Arsizio    | Italia      | 23-30     | Russia      | Qual. Euro20                 | 3    |
| 16-06-2019 | Kecskemét        | Ungheria    | 32-29     | Italia      | Qual. Euro20                 | 2    |
| 10-01-2019 | Benevento        | Italia      | 28-28     | Kosovo      | Qual. Mondiali 2021          | 5    |
| 11-01-2019 | Benevento        | Georgia     | 28-25     | Italia      | Qual. Mondiali 2021          |      |
| 08-11-2020 | Pescara          | Italia      | 24-39     | Norvegia    | Qual. Euro22                 | 3    |
| 07-01-2021 | Chieti           | Italia      | 28-17     | Lettonia    | Qual. Euro22                 |      |
| 10-03-2021 | Minsk            | Bielorussia | 37-32     | Italia      | Qual. Euro22                 |      |
| Totale     |                  | Presenze    | 27        |             | Reti                         | 34   |